# Umbriel
Umbriel är en av Uranus månar. Den är den tredje största och har en diameter som är ungefär en tredjedel av jordens måne. Den upptäcktes 1851 av William Lassell.

## Omloppsbana och rotation
Umbriel kretsar kring Uranus på 266 000 kilometers avstånd på 4,144 dygn. Omloppsbanan har en excentricitet på 0,0039 med en inklination på 0,205° i jämförelse till Uranus ekvator. Dess rotation är synkroniserad.

## Fysiska egenskaper

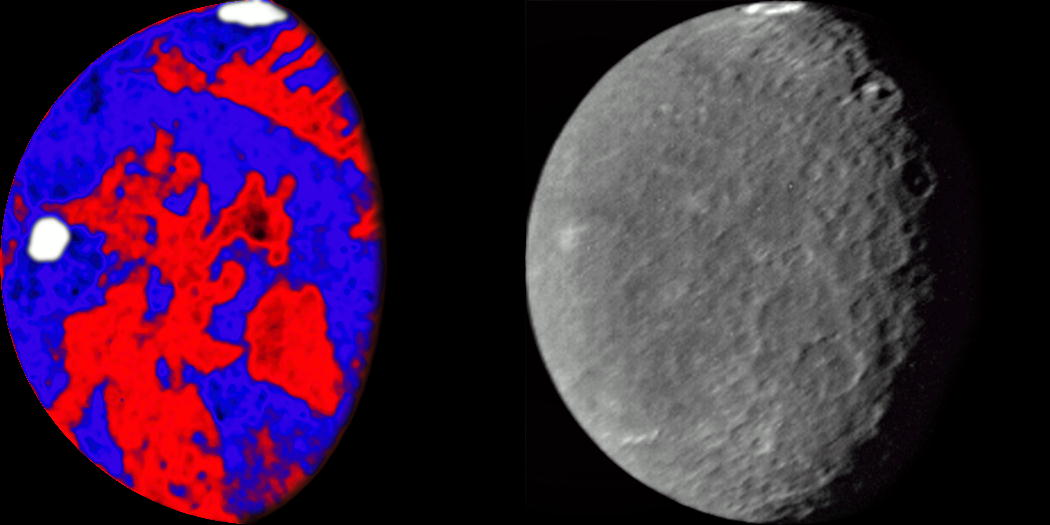
En albedokarta över Umbriels yta.

De hittills enda närbilderna av Umbriel togs av Voyager 2 då den passerade förbi månen under sin förbiflygning av Uranus i januari 1986. Vid tidpunkten för förbiflygningen var den södra hemisfären riktad mot solen, så endast den blev studerad.
Fastän dess inre struktur är okänd har man tagit fram en modell som visar att Umbriel består av ungefär 50 % is, 30 % silikater och 20 % organiskt material, huvudsakligen metan. Umbriels starkt bekratrade yta har antagligen varit stabil sedan den skapades. Den har många fler och större kratrar än Ariel och Titania. Umbriel är väldigt mörk, den reflekterar endast hälften så mycket ljus som Ariel och är Uranus ljussvagaste satellit.
Umbriels mest framträdande signatur är Wunda, en stor ring av ljust material nära Umbriels ekvator (se bilden; man ser bilden nästan från en av polerna). Wunda är troligtvis någon slags krater men dess exakta natur förblir okänd. Nära terminatorn ligger kratern Skynd, vilken har en ljus ring med en ljus centraltopp.